# بازآرایی اسمایلز
بازآرایی اسمایلز(به انگلیسی: Smiles rearrangement) یک واکنش آلی از نوع بازآرایی است که به نام شیمیدان بریتانیایی ساموئل اسمایلز نامگذاری شده‌است. این واکنش در واقع یک جانشینی هسته‌دوست آروماتیک درون مولکولی به شکل زیر است:
که در آن X در ترکیب آرن می‌تواند یک سولفون، یک سولفید، یک اتر یا هر استخلافی باشد که قادر به جدا شدن از آرن حامل بار منفی است. گروه عاملی انتهایی در انتهای زنجیره Y می‌تواند به عنوان یک هسته‌دوست قوی، به عنوان مثال یک الکل، آمین یا تیول، عمل کند.
مانند سایر جانشینی‌های هسته‌دوست آروماتیک، آرن نیاز به فعال‌سازی توسط یک گروه خارج‌کننده الکترون ترجیحاً در موقعیت ارتو آروماتیک دارد.
در یکی از نسخه‌های اصلاح شده این واکنش که به نام بازآرایی تروس–اسمایلز نامگذاری شده‌است، هسته‌دوست ورودی به اندازه کافی قوی است که آرن به این فعال‌سازی اضافی نیاز ندارد، برای مثال زمانی که هسته‌دوست یک واکنش‌گر آلی لیتیم‌دار است. واکنش تبدیل یک آریل سولفون به یک سولفینیک اسید به وسیله n-بوتیل‌لیتیم به شکل زیر است:
این واکنش خاص مستلزم برهمکنش گروه آلکیل‌لیتیم ارتو با گروه سولفون شبیه به متالاسیون ارتو هدایت‌شده است.
واکنش بازآرایی چپمن به لحاظ مفهومی با این واکنش مرتبط است.
یک نسخه رادیکالی از بازآرایی اسمایلز توسط استفنسون در سال ۲۰۱۵ گزارش شده‌است.
بازآرایی هایاشی را می‌توان به عنوان همتای کاتیونی بازآرایی اسمایلز در نظر گرفت.